# Очарование (фильм, 2017)
«Очарование» (англ. Allure) — канадский триллер 2017 года, снятый Карлосом и Джейсоном Санчесами по их же сценарию. Главные роли исполнили Эван Рэйчел Вуд, Джулия Сара Стоун и Денис О’Хэр.
Премьера фильма под названием «Достойный спутник» (англ. A Worthy Companion) состоялась на Международном кинофестивале в Торонто в 2017 году. В декабре TIFF включил этот фильм в свой ежегодный список десяти лучших фильмов Канады.

## Сюжет
Лора Дрейк — эмоционально неуравновешенная молодая женщина, которая работает уборщицей в компании своего отца в городской среде, а по ночам занимается проституцией. Однажды на работе Лора встречает несчастного подростка по имени Ева. У пары возникает неожиданная связь, и Лора в конце концов убеждает Еву бросить свою деспотичную мать и переехать к ней. Хотя отношения девушек поначалу складываются неплохо, тревога Лоры вскоре делает её жестокой и контролирующей каждый шаг партнёрши, создавая нестабильную связь между ними.

## В ролях
- Эван Рэйчел Вуд — Лора Дрейк
- Джулия Сара Стоун — Ева
- Денис О’Хэр — Уильям, отец Лоры
- Максим Руа — Нэнси
- Джо Кобден — Бенджамин
- Ник Бейлли — Дэвид

## Восприятие
Братья Санчес были номинированы на премию Гильдии режиссёров Канады DGC Discovery Award.
На сайте-агрегаторе рецензий Rotten Tomatoes фильм имеет рейтинг одобрения 46 % на основе 28 рецензий и среднюю оценку 5,88 из 10. Критический консенсус веб-сайта гласит: «У „Очарования“ есть визуальный стиль и интригующая Эван Рэйчел Вуд, но неуклюже рассказанная история оставляет этот сексуально заряжённый триллер более слабым, чем тот мог оказаться».